# 韦杰
韦杰（1914年3月29日—1987年2月3日），原名韦士良，壮族，广西东兰人，中国人民解放军中将，第五届全国人大代表、中顾委委员。

## 生平
1929年参加中国工农红军红七军，1930年加入中国共产主义青年团。1933年3月，加入中国共产党。1934年随中央红军长征。 到达陕北后，调任红十五军团骑兵团首任团长。1937年8月，任八路军总部特务团即“朱德警卫团”团长，后任一二九师团长。1943年，组建太行军区第三支队司令员，称“韦支队”。第二次国共内战初期，“韦支队”参加了著名的上党战役，任晋冀鲁豫野战军第六纵队副司令员兼任第十六旅旅长。1947年8月在刘邓进军大别山作战中，韦部掩护总部安全渡河。1948年6月，韦杰被任命为华北野战军第13纵队司令员，参加了晋中战役和太原战役。1949年，华北军区第十三纵队改称为中国人民解放军第61军，韦杰任军长。
1951年3月，韦杰由第61军军长改任第60军军长率部入朝作战。在第五次战役中，由60军的第一八〇师整建制被歼。1952年10月，韦杰被撤职，被任命为南京军事学院高级函授系主任。1955年，授中将。1957年，韦杰任成都军区副司令员。